# ФК Спартак (София)
ФК Спартак е футболен клуб от София, който има 15 сезона в А група. Клубът е основан през 1947 г. и съществува самостоятелно като ведомствен отбор на МВР до 22 януари 1969 г., когато е обединен с Левски (София) под името ДФС Левски Спартак.
Спартак (София) е двукратен вицешампион в А група през 1951 и 1952, както и носител на националната купа през 1967/68

## История

### До обединението с Левски
Спартак е създаден на базата на обединението от 1944 г. на софийските клубове Раковски и ФК`13. През 1947 г. към обединеното дружество Раковски ФК се присъединяват ФК Юнак и футболните клубове на МВР, а клуба се преименува на Спартак. Месеци след това отборът достига до полуфиналите в Републиканското първенство, където е елиминиран от Локомотив (София).
През 1948 г. Спартак става част от новосъздадената А група, като през сезон 1948/49 завършва на 5-о място в крайното класиране. През следващата година обаче е предприета реорганизация на физкултурното движение в България и след провеждането на квалификационен турнир клубът остава извън елита. След само един сезон Спартак се завръща в А група и през 1951 печели сребърните медали, като остава само на точка зад шампиона ЦДНВ (София). През 1952 спартаклии, водени от звездата си Добромир Ташков, стават вицешампиони за втори пореден път. В този период в състава има и други големи фигури като вратаря Георги Найденов. През 1953 А група е увеличена на 16 отбора, но по регламент 6 от тях изпадат. Спартак е сред тях, тъй като завършва на 12-о място.
Две години по-късно клубът се завръща в А група. Участва в елита два поредни сезона (1956 и 1957), като на втората година отново изпада. Този процес на нестабилност се повтаря също и в края на 50-те и началото на 60-те години. След 11-о място в А група през сезон 1959/60 и 13-о място през 1960/61, тимът изкарва пак един сезон в Б група.
През 1962 г. Спартак отново си осигурява място в елитното ни първенство, като вече разполага с доста солидно изграден състав. В него личат имената на футболисти като Добромир Жечев, Милко Гайдарски, Стоян Китов и Васил Митков. Отборът завършва на 5-о място през сезон 1962/63 и успява да се утвърди в А група. През следващите две години в тима влизат още няколко солидни играчи като националът Иван Димитров, Георги Цветков, Михаил Гьонин, Йосиф Харалампиев. В три поредни сезона между 1965 г. и 1968 г. Спартак завършва на 4-то място в А група.
Под ръководството на старши треньора Васил Спасов отборът печели и първия си трофей. През 1967/68 Спартак триумфира с националната купа. Във финала, игран на 6 юни 1968 г., спартаклии побеждават с 3:2 след продължения Берое (Стара Загора). След успеха отборът още повече е подсилен – от Септември (София) идва младият нападател Павел Панов.
Само няколко месеца по-късно обаче всичко за Спартак на практика приключва. С решение на Централния комитет на Българската комунистическа партия на 22 януари 1969 г. клубът е обединен с Левски (София) под името ДФС Левски Спартак. Спартак (София) реално престава да съществува.

### След демократичните промени
След 1990 г. Спартак е възстановен и от 2000 г. играе в Югозападната В група. През сезоните 2002/03, 2003/04 и 2005/06 г. завършва на три пъти на 8-о място в групата. От 2005 г. се нарича „Левски-Спартак“. Играе мачовете си на стадион „Раковски“ (с капацитет за 5000 зрители) в квартал „Иван Вазов“.
През 2007 се обединява с Локомотив-101 (София). През сезон 2007/08 се отделя от „Локомотив-101“ (София) и участва в А ОФГ-София – Юг като играе мачовете си в кв. „Младост“. През 2008/09 г. започва, но не успява да завърши сезона и след X кръг е изваден от групата заради системно неявяване на мачовете.
През 2018 клубът е възстановен от екипа на Академия Бойко Величков, но само като ДЮШ. Почетен президент е легендата на клуба Добромир Жечев. Развива дейност на родния си ст. Раковски. Заради участието на конгрес на БФС през март 2022г, клубът е изваден от първенствата на БФС, като участва само в турнири.
През сезон 2022/23 отборът се включва в "А" ОГ София (столица) под името "Спартак 2015" (София) като играе домакинските си мачове на стадиона в с. Долни Пасарел. През сезони 2023/24 и 2024/25 отборът участва в "Б" ОГ София (столица) - Южна подгрупа.

## Успехи
- Носител на Националната купа (1968)
- Вицешампион на България (1951, 1952)
- Финалист за Националната купа (1952, 1967)
- 3 място в Републиканското първенство (1947)

## Известни футболисти
- Борис Апостолов
- Добромир Жечев – рекордьор с 216 мача
- Стоян Китов
- Георги Цветков
- Васил Митков (Шопа) – рекордьор с 48 гола
- Милко Гайдарски
- Петър Станков
- Иван Стоянов – Типеца
- Михаил Гьонин
- Павел Панов
- Димитър Ненчев
- Трендафил Станков
- Димитър Андонов
- Стефан Никушев
- Апостол Соколов
- Никола Миланов
- Иван Йосифов
- Драган Георгиев
- Станислав Ладжов
- Йоско Харалампиев
- Иван Димитров
- Васил Таков